# Biblia pauperum

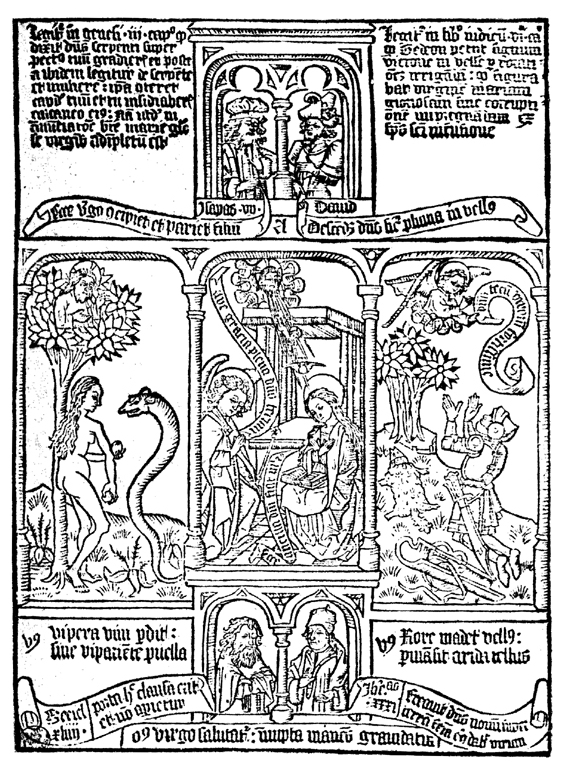
Dřevořez Biblia pauperum z 15. století s výjevy vlevo: Pokušení Evy, uprostřed: Zvěstování, vpravo: Rouno Gedeona

Biblia pauperum je latinský název pro Bibli chudých. Byly tak nazývány Bible, ve kterých převládaly obrázky nad písmem a byly určeny negramotným lidem (chudí duchem). Biblia pauperum jsou i takové typy Bible jako obrázková Bible (francouzsky: Biblia imagéé, anglicky: Biblia picta), Bible dějepravná (fr. Bible historiée) a mravoučná Bible (fr.: Bible moralisée), které byly rozšířeny zvláště ve středověké Francii.

## Biblia pauperum
1. Biblia pauperum – lidové označení pro rukopisné knihy ze 14. a 15. století, které obsahovaly výtahy z Bible, hlavně ze Starého zákona, a jejich výklad prezentován ve stručném a přístupném způsobu. Tento typ knih byl určen především pro negramotné vrstvy obyvatelstva, jímž se pomocí názorné obrazové výuky vysvětlovala biblická dějeprava. Byly určeny také pro výuku duchovních nižšího svěcení. Význam chudý znamená chudý duchem nikoli chudý bohatstvím.[2]
2. Biblia pauperum – nejčastější označení pro církevní morálně naučné knihy, které vznikly v koncem 13. století a byly užívány v pozdním středověku vzdělanci z klášterních kruhů. Každá stránka byla členěna do několika částí. Rámovaná byla čtyřmi proroky a biblickými citáty. Uprostřed byl obraz z Kristova života a po jeho stranách (vpravo i vlevo) obrazy ze starozákonních událostí, jimiž bylo dokládáno, že Starý zákon předjímá Nový zákon. [3][1][4][5] Nejprve se pracovalo s 36 později až s 50 obrazy (ve 14. století). Text i vyobrazení vytvářely promyšlený systém, který ikonograficky ovlivnil řadu obdobných děl např. Spekulum Humanae Salvatoris (Zrcadlo lidského spasení), který pak ovlivnil ostatní obory výtvarného umění (malba okenních skel (vitráže), řezbářství apod.). Biblia pauperum se rozšířila opisy ve 14. století, od poloviny 15. století byla šířena tiskem jako tzv. deskové nebo blokové knihy.[1][2] První Biblia pauperum byla vytištěna tiskařem Albrechtem Pfisterem z Bambergu kolem roku 1462 v němčině.[4] Nejvíce byla rozšířená v Bavorsku a Rakousku ve 14. století, kdy obsahovala 34–36 obrazů. V letech 1480–1495 byly tištěné blokové knihy v Nizozemsku až o 50 obrazech.
3. Biblia pauperum jsou nazývány nástěnné malby v kostele, které měly didaktický charakter, určené pro negramotné vrstvy obyvatelstva.[4][6] Týkaly se nejen nástěnných maleb, ale i deskových obrazů, řezbářských prací ap., kdy bylo hlavním úkolem vysvětlit negramotným obsah náboženského výjevu.

## Galerie

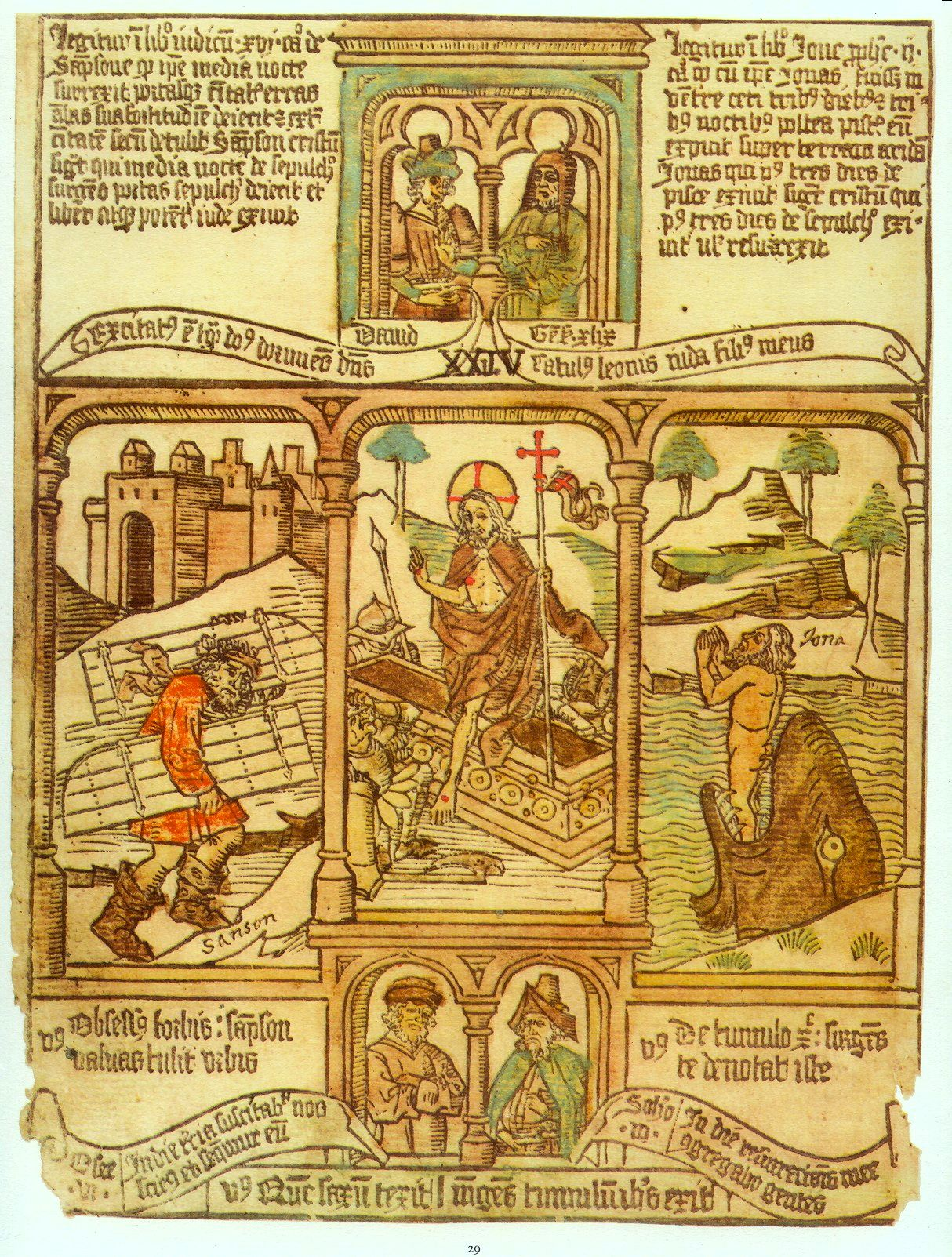
Biblia pauperum ze sbírek Francouzské národní knihovny
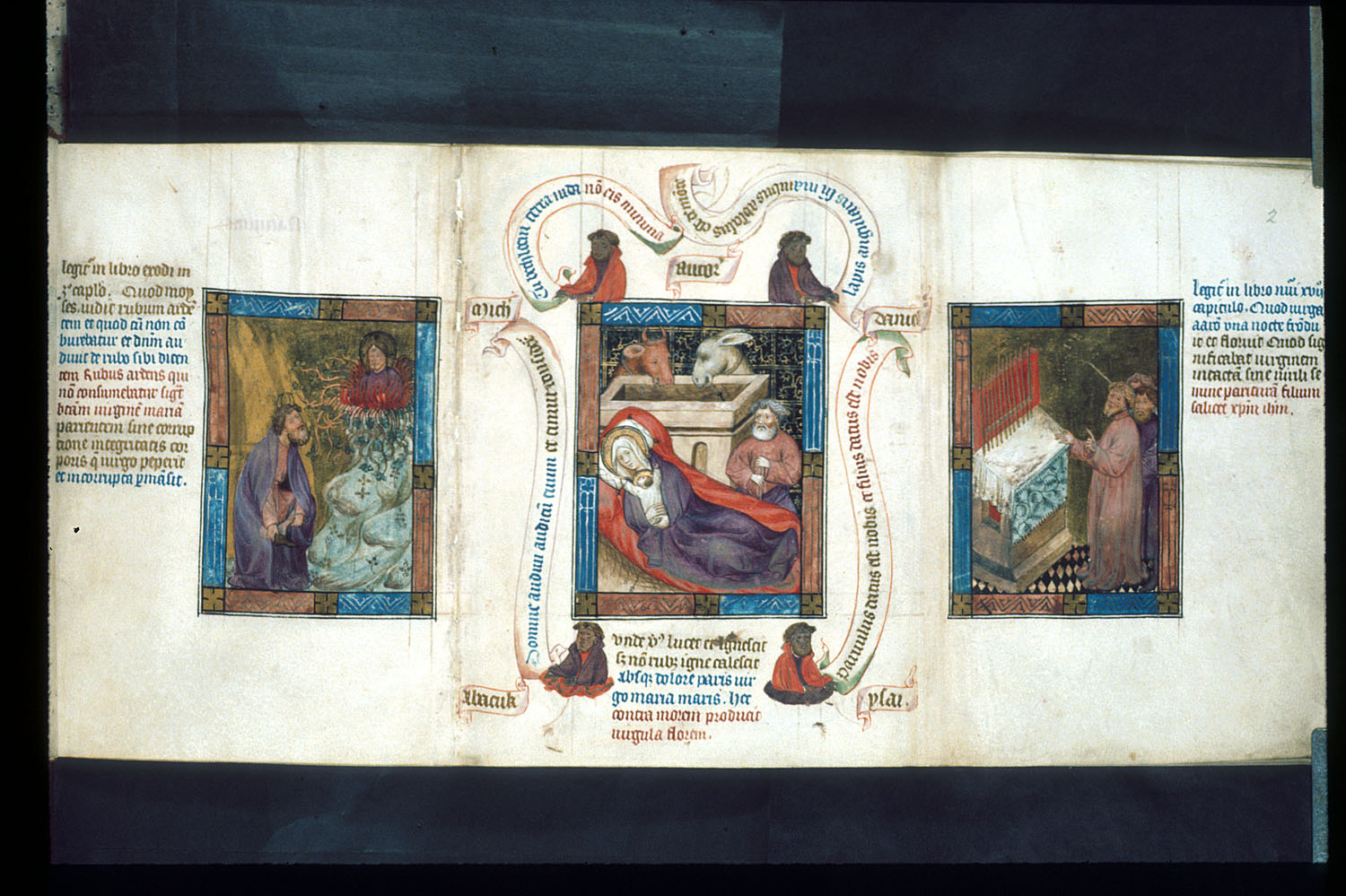
Biblia pauperum ze sbírek Britské knihovny
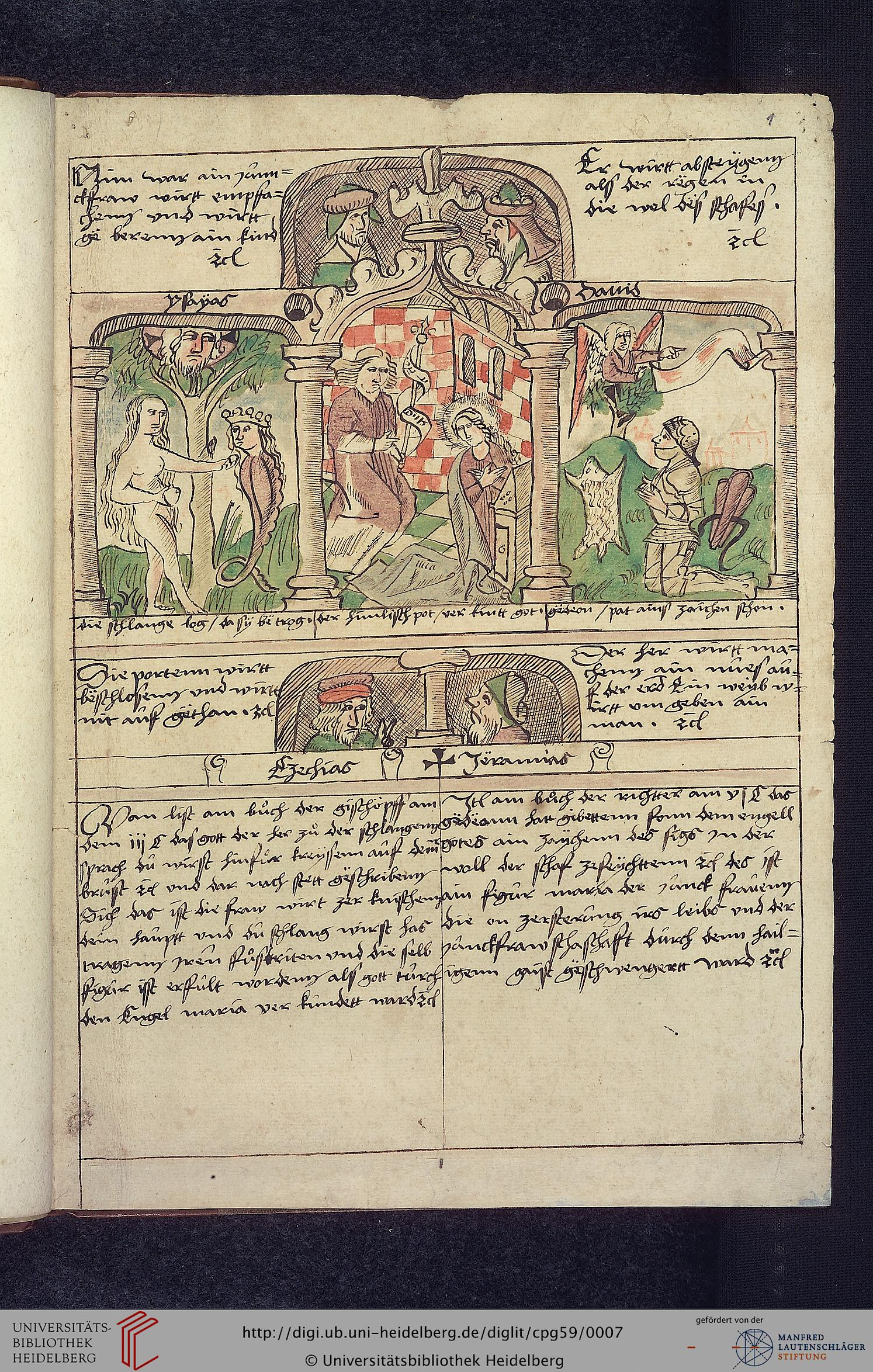
Biblia pauperum Heidelberg
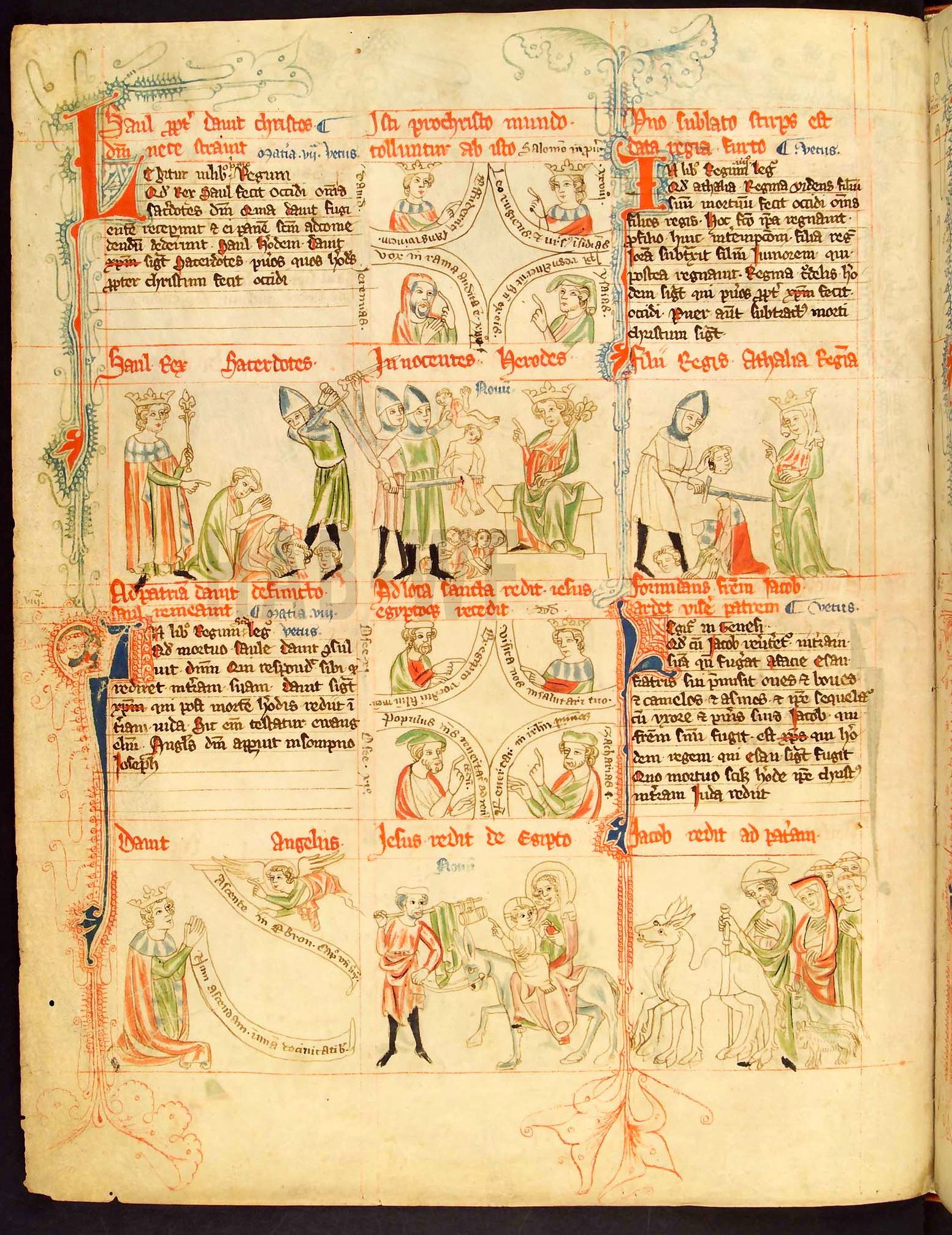
Biblia pauperum Wolfenbüttel
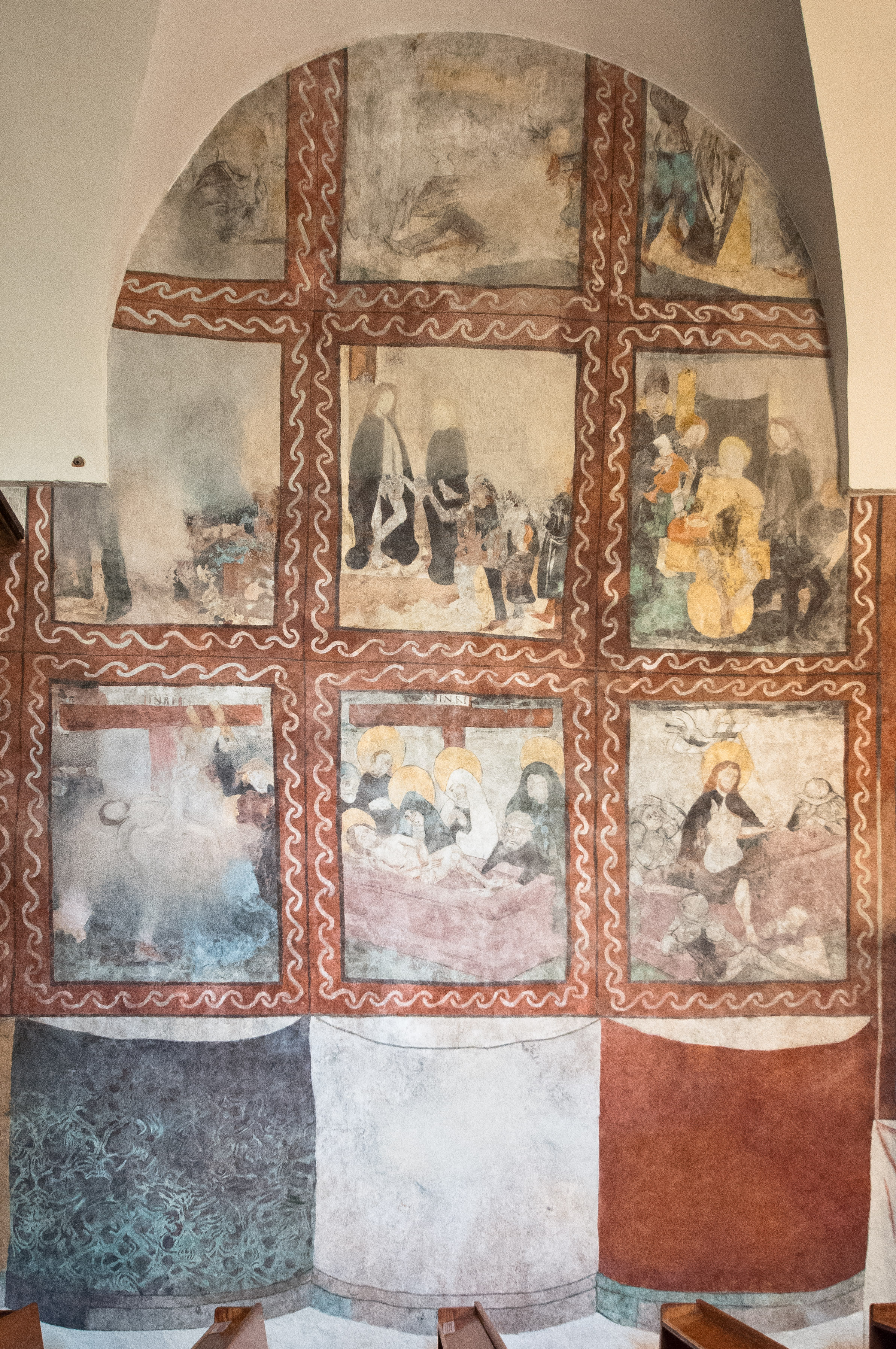
Nástěnná malba v kostele sv. Jiří, Hajduki Nyskie, Polsko
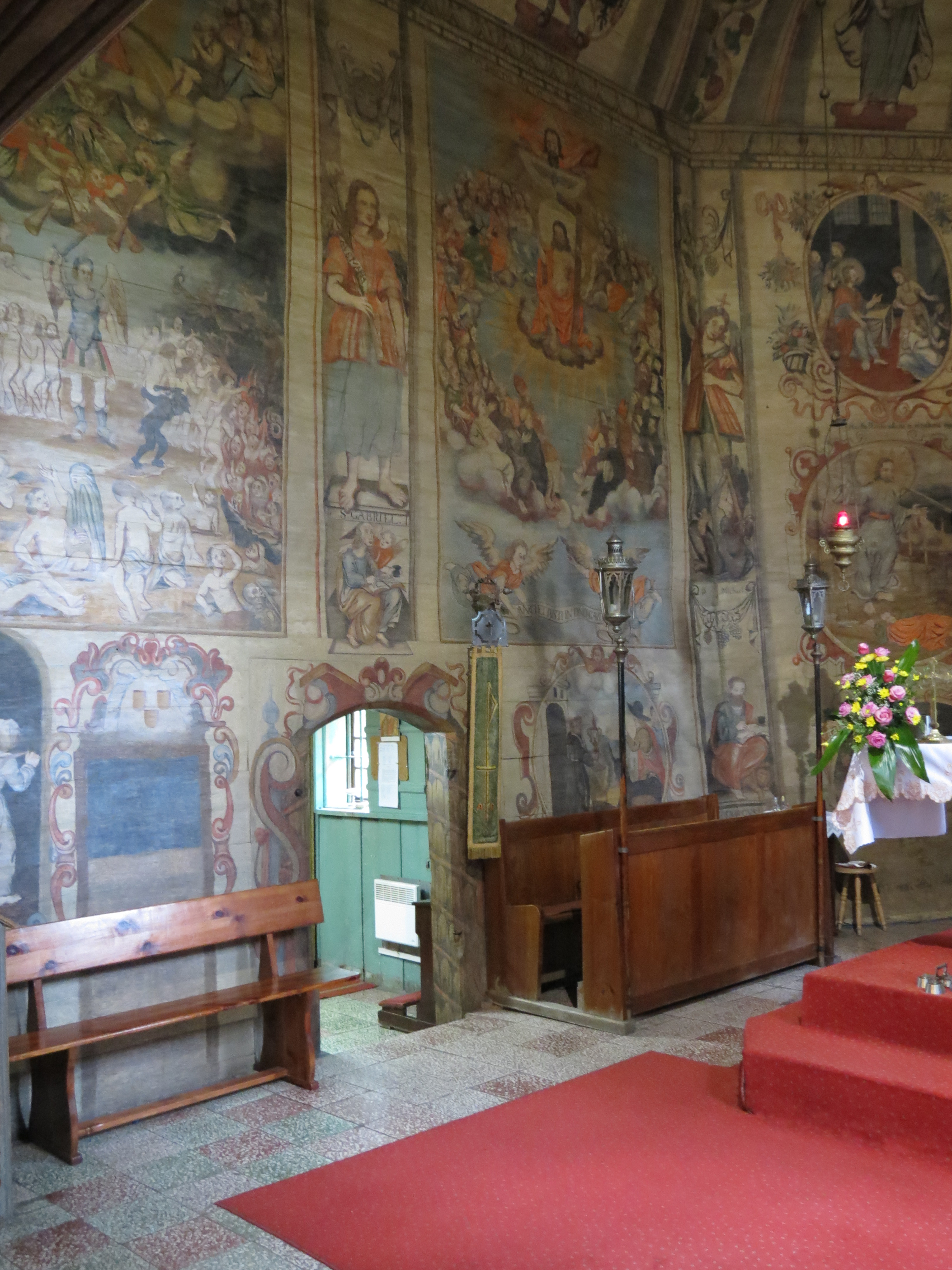
Nástěnná malba v kostele sv. Kateřiny Alexandrijské v Sierakowicích, Polsko
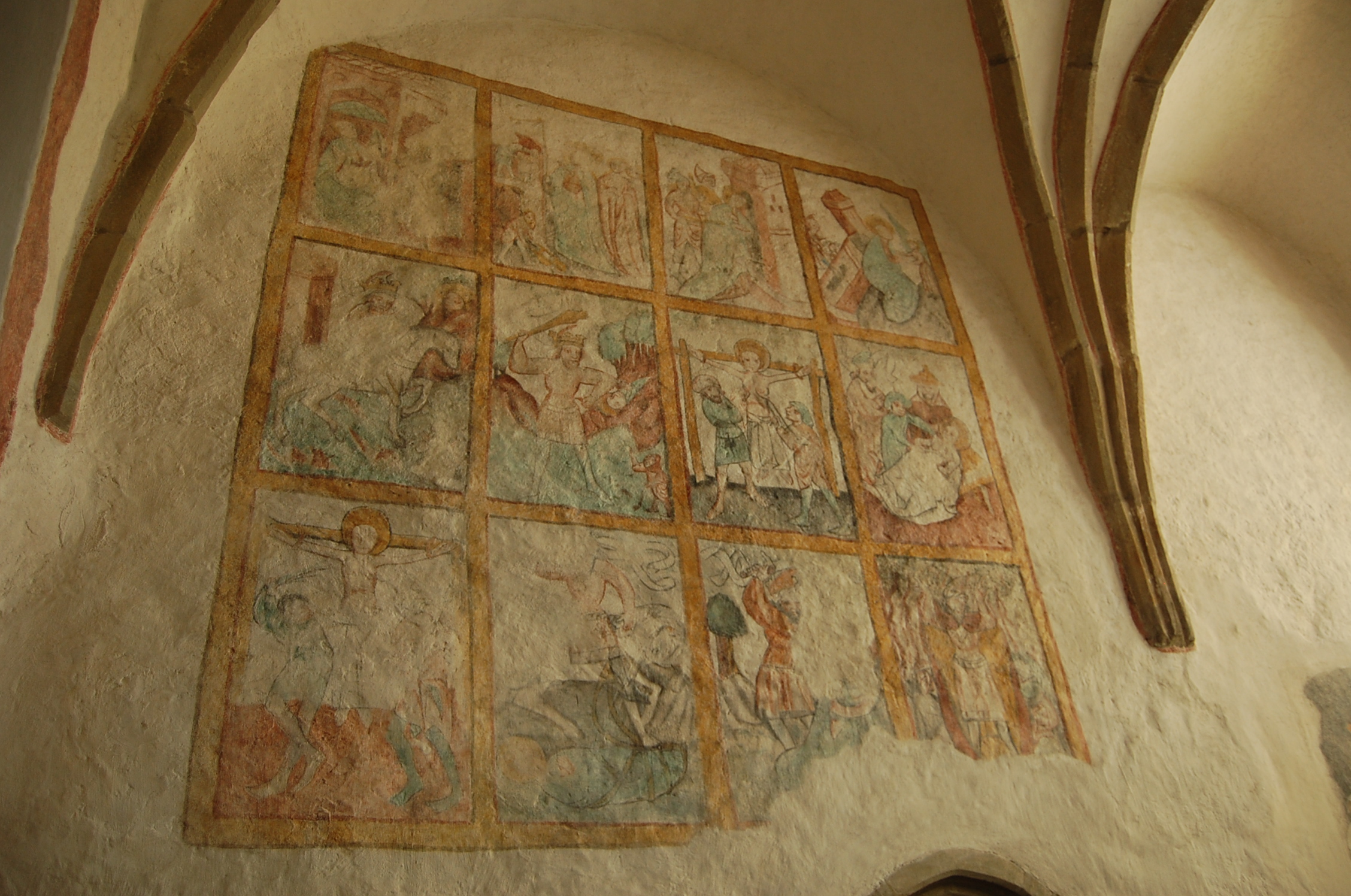
Soubor výjevů ze života sv. Kateřiny z poloviny 15. století. Kostel Povýšení svatého Kříže v Karviné